# Hotel du Golf

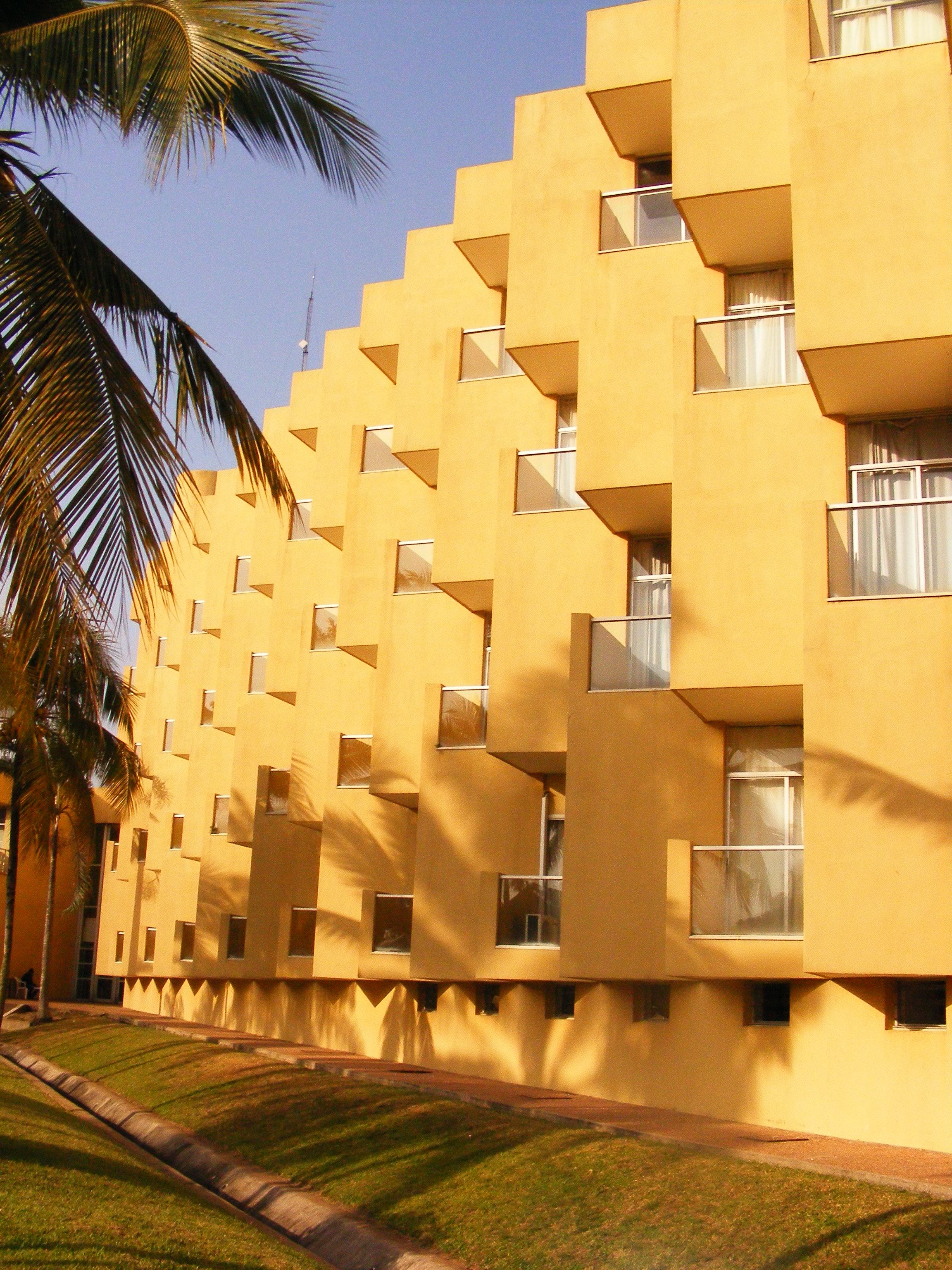
Teilansicht des Hotels (Foto: 2009)

Das Hotel du Golf ist ein Luxushotel am Stadtrand der ivorischen Metropole Abidjan. Die Anlage wurde von der Neuen Heimat International errichtet, 1976 war der Bau abgeschlossen. Das Hotel liegt im Stadtteil Cocody in Strandnähe und erhielt seinen Namen in Anlehnung an den benachbarten Golfplatz. In der Nähe befindet sich die Französische Botschaft und die Präsidentenresidenz.

## Regierungskrise 2010/2011
In der Nacht vom 1. auf den 2. Dezember 2010 verkündete der Vorsitzende der Unabhängigen Wahlkommission der Elfenbeinküste, Youssouf Bakayoko aus dem Hotel den Sieg von Ouattara der in Folge vom Verfassungsrat annulliert wurde. Die Unstimmigkeiten über das Wahlergebnis führten schließlich zu einer monatelangen, blutigen Regierungskrise.
Das Hotel war seit Ende 2010 Sitz des designierten Präsidenten Alassane Ouattara, der dort von Truppen des früheren Präsidenten Laurent Gbagbo belagert wurde. In der Zeit wurde er von etwa 900 UN-Soldaten der Opération des Nations Unies en Côte d’Ivoire und französischen Soldaten der Opération Licorne beschützt. Auch sein Finanzminister Charles Diby befand sich in der Zeit in dem Hotel.
In der Woche vom 27. Dezember 2010 bis zum 9. Januar 2011 riegelten Truppen von Gbagbo das Hotel du Golf ab. Es war nurmehr mit dem Hubschrauber zu erreichen.
Charles Blé Goudé rief seine Anhänger Jeunes Patriotes am 30. Dezember auf, das Hotel du Golf am Neujahrstag zu besetzen. Es setzte ein Ultimatum bis zum 1. Januar. Am 2. Januar sagte er die Erstürmung ab um den Verhandlungen eine Chance zu geben.
Am 4. Januar 2011 sagte Gbagbo zu, die Blockade des Hotels zu beenden aber am Morgen des Tages darauf war sie immer noch aufrecht.
Erst Ende März 2011 löste sich der Belagerungsring. Ouattara befand sich fast während der gesamten Krise in dem Hotel. Lediglich zu einer Sondersitzung der Afrikanischen Union verließ er es vom 10. bis 14. März 2011 kurzfristig.
Aufgrund von Gesprächen zwischen Ouattara und der Führung der ivorischen Armee (FANCI) und der paramilitärischen Gendarmerie, die vor dem 28. März 2011 geführt wurden, wurde unter anderem die Aufhebung der Blockade des Hotel du Golf beschlossen.
Am 9. April griffen Gbagbos Truppen, laut einem UN-Sprecher, erstmals das Hotel du Golf an. Die UN-Truppen hätten zurückgeschossen. Bei dem Gefecht kamen mindestens vier Menschen ums Leben.
Als die Kämpfe tags darauf abebbten flüchteten hunderte Bewohner aus der Umgebung. Gbagbos Sprecher Ahoua Don Mello widersprach dem am 10. April energisch und behauptete der Angriff hätte niemals stattgefunden.